# Шереметьевский (ТЕОС)
ТЕОС «Шереме́тьевский» — бывшая территориальная единица с особым статусом города Москвы. Располагалась в Северо-Восточном административном округе. В состав территории входили ВДНХ, парк «Останкино», Главный ботанический сад им. Н. В. Цицина РАН и телецентр «Останкино». Территориальная единица просуществовала с 1998 года по 2002 год.

## История
Территориальная единица с особым статусом «Шереметьевский» была организована в 1998 году по распоряжению мэра Москвы. Руководителем Администрации ТЕОС «Шереметьевский» назначался префект Северо-Восточного административного округа. По распоряжению мэра Москвы территория ТЕОС была включена в состав Останкинского района Москвы в 2002 году.

## Границы
Границы территории ТЕОС «Шереметьевский» проходили по оси Ботанической ул., включая опытное поле Главного Ботанического сада РАН, западной и северо-западной границам территории Главного Ботанического сада РАН, оси Малого кольца МЖД, по осям проектируемого проезда № 4225, Олонецкой ул., ул. Декабристов, Сельскохозяйственной ул., по оси Малого кольца МЖД, по осям ул. Вильгельма Пика, Сельскохозяйственной ул., по восточной границе ВВЦ, по осям ул. Сергея Эйзенштейна, проспекта Мира, 1-й Останкинской ул., южной границе ВВЦ, восточной границе культурно-спортивного паркового комплекса «Останкино», по осям 1-й Останкинской ул., ул. Новомосковской, пр. Дубовой Рощи до Ботанической ул., то есть территории ВВЦ и Ботанического сада и телецентра «Останкино» были включены в состав ТЕОС полностью.